# Aditive
Aditive é uma banda brasileira de hardcore melódico, formada em 2002 em São Paulo. A banda de Caraguatatuba, hoje com residência fixa em São Paulo, é um dos poucos artistas independentes que estiveram por quase todos os estados do Brasil[carece de fontes?]. A banda já esteve em dezenove dos estados brasileiros[carece de fontes?], e hoje é formada por Sandro (voz e guitarra), Pablo Nechi (guitarra), Crass (baixo) e Flávio (bateria). Também já passaram pela banda Hóspede (ex-Dead Fish), Xim e Sonrisal (ambos do Hateen).

## História
A banda foi formada em 1997 em Caraguatatuba, no estado de São Paulo, com o nome Stranded e na epóca, ela cantava em inglês. De acordo com o vocalista Sandro, o grupo foi formado "por falta e carência de rock na cidade". Entretanto, a banda teve que ser renomeada devido a uma banda americana ter reclamado o nome. Por uma sugestão de um amigo, eles então escolheram Aditive.
A  Aditive possui três álbuns lançados e mais de dez mil cópias vendidas. Os dois primeiros álbuns da banda, "Trilha Sonora Para Ninguém Especial" e "Reverso", saíram pela gravadora Urubuz Records. Em 2004, a banda tocou no IV Contagem Rock Clube realizado em Contagem, na Grande BH. No ano de 2006, em um mês, a banda atravessou o Brasil, indo de Fortaleza a Porto Alegre. Nesse mesmo ano, apresentaram-se no festival Ponto.CE em Fortaleza e no festival DoSol, de Natal.
A partir de 2006 o baixista Sérgio Sofiatti, que fez grande sucesso nacional como músico com o Skuba em meados dos anos 1990 e que também trabalha com André Abujamra, passou a integrar a banda e produziu o álbum "Ignição", lançado em abril de 2007 pela One Life Recordings. Esse álbum foi selecionado como um dos melhores cds do ano pelo Prêmio Dynamite da revista Dynamite, principal premiação da música independente no Brasil. O videoclipe da canção homônima ao álbum foi executado em vários canais em todo o Brasil e acabou eleito o segundo melhor do ano pelos leitores do site Zona Punk. Ainda em 2007, a boa repercussão do álbum levou a banda a programas como o 'Jornal da MTV' e 'Combo Fala + Joga', da Play TV, e a banda excursionou pela segunda vez pelo nordeste e pela primeira vez pelo norte, passando por Manaus, Rondônia, Porto Velho, Belém. A banda realizou mais de 300 shows em sete anos de música, incluindo três apresentações no internacional ABC Pró-HC, de São Bernardo do Campo.
Ainda em 2008, o Aditive iniciou um projeto para lançar seu primeiro DVD, que contará com imagens de diversos shows e da estrada.
Atualmente a banda segue independente e pretende lançar seu quarto álbum em 2012.

## Integrantes
- Sandro - voz e guitarra
- Pablo Nechi - guitarra
- Flávio Iraha - bateria
- Cris Crass - baixo

### Ex-Integrantes
- Rafa - bateria
- Claudio - baixo
- Cris Crass (Atualmente no Marzela e Estiletes) - Baixo
- Flávio Guarnieri - Baixo
- Sérgio Sofiatti - Baixo
- Black Nigga - Baixo
- Xim (Ex- Hateen) - Bateria
- Fábio Sonrisal (Atualmente no Hateen) - Guitarra, Vocal de apoio
- Hospede (Ex-Dead Fish, Atualmente no The Silence,Worst - Guitarra
- Carioca (Atualmente no Medellin e vocalista do Worst) - Bateria
- Thiago Carvalho (Atualmente  Galo Darve ,Hateen) - Bateria
- Willian Chamberlain (guitarra, vocal de apoio)

## Discografia

### Álbuns de estúdio
- 2003 - Trilha Sonora para Ninguém em Especial [15]
- 2004 - Reverso [16]
- 2007 - Ignição [17]
- 2011 - Adrenalina